# Ian McMillan
Ian McMillan (Airdrie, Escocia; 18 de marzo de 1931-16 de febrero de 2024) fue un futbolista y entrenador de fútbol escocés que jugó en la posición de delantero. También practicó la Agrimensura luego de graduarse en Geología en la Universidad de Edimburgo.

## Carrera

### Club
| Periodo   | Club          | Apariciones | Goles |
| --------- | ------------- | ----------- | ----- |
| 1948–1958 | Airdrieonians | 249         | 102   |
| 1958–1964 | Rangers FC    | 127         | 36    |
| 1964–1966 | Airdrieonians | 52          | 17    |

### Selección nacional
Jugó para Escocia en seis ocasiones de 1952 a 1961 y anotó dos goles, ambos en la victoria por 6-0 ante Estados Unidos el 30 de abril de 1952 en Glasgow. Fue el último sobreviviente de los que jugaron el mundial de Suiza 1954.

### Entrenador
| Periodo   | Club          |
| --------- | ------------- |
| 1970–1976 | Airdrieonians |
| 1985–1986 | Airdrieonians |

## Logros

### Club
- Primera División de Escocia (4): 1958-59, 1960-61, 1962-63, 1963-64
- Copa de Escocia (3): 1960, 1962, 1963
- Copa de la Liga de Escocia (2): 1960, 1961

### Individual
- Miembro del Salón de la Fama del Fútbol Escocés en 2018.[6]